# Campionatul Mondial de Atletism din 2022 - 10.000 m (masculin)
Proba masculină de 10.000 de metri de la Campionatul Mondial de Atletism din 2022 a avut loc la data de 17 iulie 2022 pe Hayward Field din Eugene, SUA.

## Timpul de calificare
Timpul standard pentru calificare automată a fost 27:28,00.

## Program
Ora este ora SUA (UTC-7) 
| Data                    | Oră   | Etapă  |
| ----------------------- | ----- | ------ |
| Duminică, 17 iulie 2022 | 13:00 | Finala |

## Rezultate
| Loc | Nume                | Țară                       | Timp     | Note |
| --- | ------------------- | -------------------------- | -------- | ---- |
| 1   | Joshua Cheptegei    | Uganda                     | 27:27,43 | SB   |
| 2   | Stanley Mburu       | Kenya                      | 27:27,90 | SB   |
| 3   | Jacob Kiplimo       | Uganda                     | 27:27,97 | SB   |
| 4   | Grant Fisher        | Statele Unite ale Americii | 27:28,14 |      |
| 5   | Selemon Barega      | Etiopia                    | 27:28,39 |      |
| 6   | Mohamed Ahmed       | Canada                     | 27:30,27 |      |
| 7   | Berihu Aregawi      | Etiopia                    | 27:31,00 |      |
| 8   | Daniel Mateiko      | Kenya                      | 27:33,57 | SB   |
| 9   | Joe Klecker         | Statele Unite ale Americii | 27:38,73 | SB   |
| 10  | Isaac Kimeli        | Belgia                     | 27:43,50 | SB   |
| 11  | Jimmy Gressier      | Franța                     | 27:44,55 |      |
| 12  | Sean McGorty        | Statele Unite ale Americii | 27:46,30 |      |
| 13  | Carlos Mayo         | Spania                     | 27:50,61 |      |
| 14  | Tadese Worku        | Etiopia                    | 27:51,25 |      |
| 15  | Rodgers Kwemoi      | Kenya                      | 27:52,26 |      |
| 16  | Rodrigue Kwizera    | Burundi                    | 28:01,49 |      |
| 17  | Habtom Samuel       | Burundi                    | 28:01,81 |      |
| 18  | Egide Ntakarutimana | Burundi                    | 28:24,07 |      |
| 19  | Jack Rayner         | Australia                  | 28:24,12 |      |
| 20  | Ren Tazawa          | Japonia                    | 28:24,25 |      |
| 21  | Zouhair Talbi       | Maroc                      | 28:28,69 |      |
| 22  | Tatsuhiko Ito       | Japonia                    | 28:57,85 |      |
| 23  | Patrick Dever       | Marea Britanie             | 29:13,88 |      |
| 24  | Stephen Kissa       | Uganda                     | 29:21,10 | SB   |